# Fynsk forår (skulptur)
 For alternative betydninger, se Fynsk forår. (Se også artikler, som begynder med Fynsk forår)
Fynsk forår er skulptur fra 1958 som er en af billedhuggeren Yans hovedværker.
Skulpturen udsmykker den ene væg i rådhussalen på Odense Rådhus. Den forestiller en poppel lavet i kobber, en sky lavet i gips og regnvejr lavet som strenge af stål. I den anden ende af rummet er der en plade af messing i gulvet som markerer hvorfra skulpturen bedst ses efter kunstneren opfattelse. Skulpturen er 17 m høj og 18,5 m bred.

## Historie
I forbindelse med byggeriet af et nyt rådhus i Odense i 1950'erne blev der i juni 1953 udskrevet en konkurrence om udsmykningen af endevæggen i rådhussalen. Motivet skulle være "fynsk forår", enten forstået bogstaveligt eller som en henvisning til Carl Nielsens korværk af samme navn. En dommerkomite udvalgte Yans forslag blandt 104 forslag til udsmykningen uden at vide hvem som havde indsendt de enkelte forslag. Først efter udvælgelsen blev navnet på kunstneren afsløret, og nu udtrykte dommeren tvivl om Yan kunne gennemføre projektet. Yan var ikke ret kendt på det tidspunkt og ikke uddannet i Danmark. Borgmester Werner skar igennem og sagde at de måtte stå ved deres valg. Resultatet blev dog at Yan først skulle lave en model i størrelse 1 til 5 for at vise at han kunne gennemføre opgaven. Modellen blev lavet, og Yan lavede skulpturen i rådhuset.